# Robeco

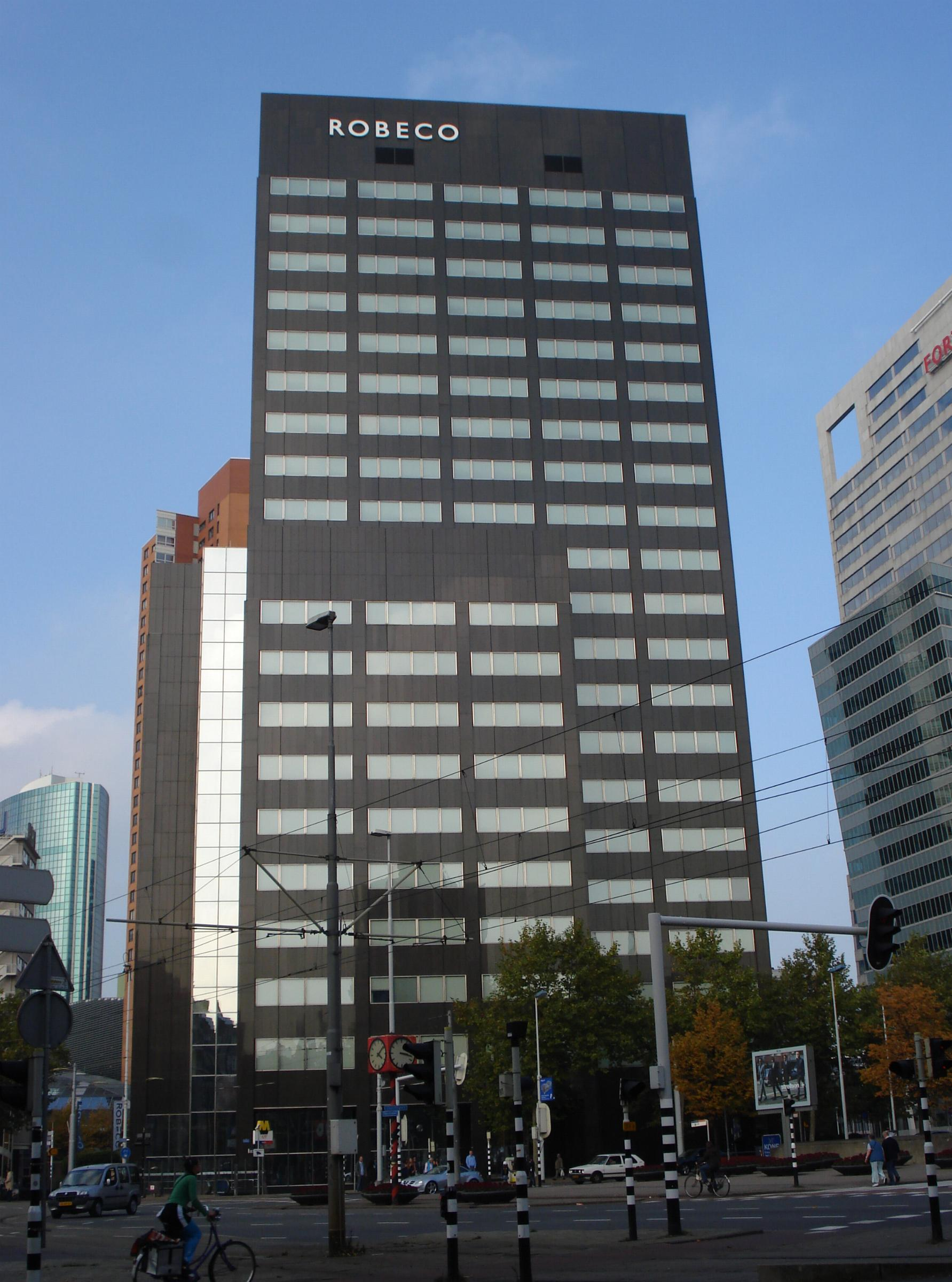
Het Robecogebouw in Rotterdam en voormalig hoofdkantoor

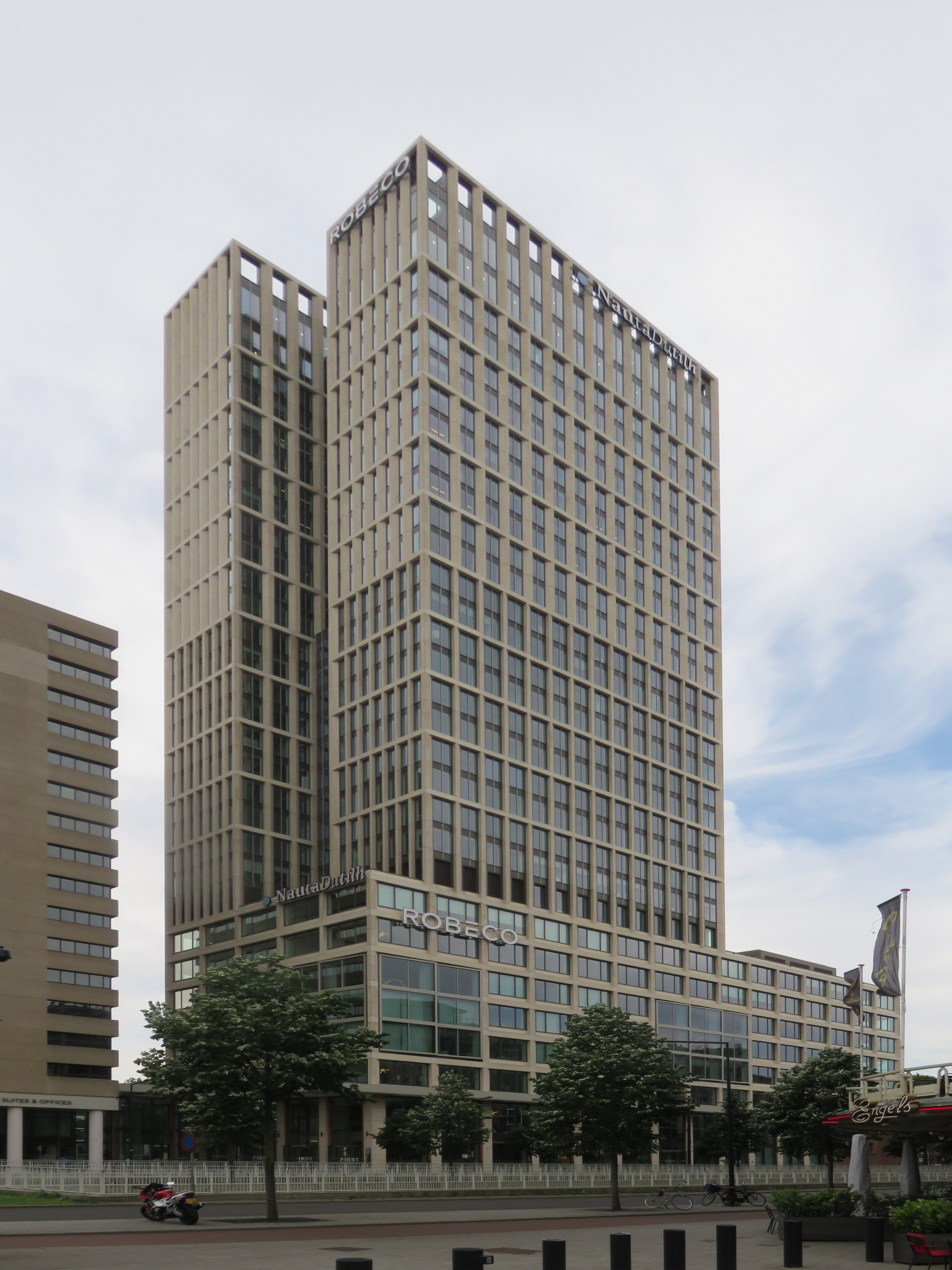
Robeco verhuisde in 2016 naar het nieuwe hoofdkantoor in het FIRST gebouw in Rotterdam.

Robeco is een Nederlandse vermogensbeheerder met een beheerd vermogen van circa € 281 miljard per eind 2016. Het Japanse ORIX is de enige eigenaar van Robeco. Van 2001 tot 2013 was Robeco volledig onderdeel van de Rabobank en in oktober 2016 verkocht Rabobank de laatste aandelen in Robeco.
De vermogensbeheerder is in 1929 opgericht in Rotterdam door enkele havenbaronnen. De naam is oorspronkelijk een afkorting voor Rotterdamsch Beleggings Consortium. Robeco biedt beleggingsfondsen en -diensten voor institutionele en particuliere beleggers wereldwijd. Het productaanbod omvat beleggingsfondsen met aandelen- en vastrentende beleggingen, geldmarkt- en vastgoedfondsen, en alternative investments, zoals hedgefondsen, private equity en gestructureerde producten.

De verschillende strategieën worden beheerd in Rotterdam (hoofdkantoor), Parijs, Zürich, Boston, New York en Hongkong. Voor institutionele en zakelijke klanten heeft Robeco kantoren in België, China, Dubai, Duitsland, Frankrijk, Japan, Korea, Luxemburg, Singapore, Spanje, Taiwan, de Verenigde Staten en Zwitserland.

## Geschiedenis
1929 - Oprichting van het Rotterdamsch Beleggings Consortium en de voorloper van het Robeco-fonds door een groep vooraanstaande Rotterdamse ondernemers.

1930 - De portefeuille is wereldwijd gespreid over Nederland, andere Europese landen, Noord-Amerika, Zuid-Amerika, en Nederlands Indië.

1940-1945 - Aan de vooravond van WO II is bijna de helft van de portefeuille belegd in de Verenigde Staten. Als gevolg hiervan stijgt het beheerd vermogen met bijna 90% tussen 1939 en 1946.

1953 - Om ook kleine beleggers de mogelijkheid te bieden in aandelen te beleggen introduceert Robeco een spaarregeling.

1959 - Het Robeco-fonds krijgt noteringen aan verschillende buitenlandse beurzen, waaronder Parijs (1959), Brussel (1959), Londen (1962), Frankfurt (1965), Hongkong (1971) en Tokio (1976).

1963 - De Japanse beurs wordt beperkt toegankelijk voor buitenlanders en Robeco was een van de eerste om daar te beleggen.

1969 - Robeco is uitgegroeid tot het grootste beleggingsfonds van Europa.

1974 - Oprichting van Rorento, Robeco’s eerste obligatiefonds, als antwoord op de oliecrisis in 1973.

Jaren '80 - Robeco opent kantoren in verschillende Europese landen, waaronder Frankrijk, Luxemburg en Zwitserland.

1981 - Robeco gaat spaarproducten zoals Roparco aanbieden

1990 - Robeco Groep en Rabobank beginnen een strategische alliantie die er uiteindelijk toe leidt dat Robeco in 2001 een volle dochter wordt van Rabobank.

1999 - Introductie van Robeco DuurzaamAandelen, het eerste duurzame aandelenfonds gelanceerd door een Nederlandse mainstream vermogensbeheerder.

2001 - Robeco koopt Harbor Capital Advisors, een Amerikaanse aanbieder van beleggingsfondsen. Harbor selecteert voor elk van zijn fondsen extern de meest geschikte manager en besteedt het portefeuillebeheer daaraan uit.

2002 - Robeco Groep verwerft een belang van 60% in Boston Partners Asset Management, een in Boston gevestigde vermogensbeheerder die belegt in waardeaandelen. De resterende aandelen worden gekocht in 2003.

2002 - Robeco verwerft een belang van 49% in Transtrend, een Rotterdamse managed-futures trader met een track record dat teruggaat tot 1992. De resterende aandelen werden gekocht in 2007.

2004 - Introductie van Robeco Sustainable Private Equity, het eerste duurzame private-equity fund of funds ter wereld, dat samen met Rabobank werd ontwikkeld.

2005 - Opening van een kantoor in Tokio, Japan.

2006 - Introductie van Robeco Clean Tech Private Equity II, een beleggingsprogramma dat zowel direct belegt in clean-tech private equity (via co-investments) als in clean-tech private-equityfondsen. Ook dit ontwikkelden Robeco en Rabobank gezamenlijk.

2006 - Robeco ondertekent de United Nations’ Principles for Responsible Investment.

2006 - Robeco Groep neemt een meerderheidsbelang in het Zwitserse Sustainable Asset Management, waarmee het zich een grote positie verwerft in de markt voor duurzaam beleggen. De duurzaamheidsdatabase van SAM is volgens kenners een van de grootste ter wereld. SAM levert informatie op basis waarvan de Dow Jones Sustainability Indices worden samengesteld.

2007 - Robeco Groep richt in India Canara Robeco Asset Management op, een joint venture met Canara Bank, een van de grootste banken van India. Canara Bank heeft 30 miljoen klanten, inclusief pensioenfondsen uit de publieke sector.

2007 - Robeco opent in Hongkong een regiokantoor voor het Chinese vasteland, Hongkong, Taiwan en Singapore. Het kantoor huisvest ook portefeuille- en salesmanagers.

2010 - Robeco voert een integraal beleid voor verantwoord beleggen in. Factoren op het gebied van milieu, maatschappij en goed ondernemingsbestuur worden in het vervolg integraal in de beleggingsbeslissingen meegenomen. Robeco introduceert ook een uitsluitingsbeleid; in bepaalde ondernemingen, zoals producenten van controversiële wapens als clusterbommen, zal helemaal niet meer worden belegd.

2011 - Robeco verkoopt Robeco Banque France. Robeco krijgt van De Nederlandsche Bank een vergunning voor een Premie Pensioen Instelling (PPI). Robeco wil hiermee inspelen op de sterk groeiende pensioenuitvoerdersmarkt. Robeco wordt manager van het vermogen van 11 miljard euro van Pensioenfonds Vervoer. Robeco neemt alle onderdelen van het beheer over, zoals strategische beleidsadvisering, samenstellen van de beleggingsportefeuille, selecteren van vermogensbeheerders en risicomanagement.

2012 - In het kader van een strategische heroriëntatie biedt de Rabobank in april zijn aandelen in Robeco Groep te koop aan.

2013 - In februari wordt bekend dat ORIX Corporation Robeco Groep gaat overnemen, met uitzondering van de bankactiviteiten. Op 23 juni gaan de bankactiviteiten over naar de Rabobank. Op 1 juli wordt de overname gerealiseerd, ORIX heeft dan 90% van de aandelen Robeco Groep in handen. De overige 10% blijft voorlopig in handen van de Rabobank.

2016 - Per 29 april stapten twee bestuurders bij Robeco Groep op, Hester Borrie en Hans Rademaker vertrokken met directe ingang. Twee weken later vertrokken ook de recent aangetreden CEO Steyn en president-commissaris Bruggink. Deze laatste verandering is onderdeel van een nieuwe organisatiestructuur die ORIX bij Robeco Groep introduceert. Robeco Group wordt een holdingentiteit met diverse vermogensbeheerderdochters zoals Boston Partners, Harbor Capital Advisors, Transtrend, RobecoSAM en Robeco. Makoto Inoue, de Japanse CEO van ORIX, wordt de baas van de holding na goedkeuring van de toezichthouder. Bestuurslid Leni Boeren zal de structuurwijziging leiden en verlaat Robeco wanneer dit proces is afgerond. Gilbert Van Hassel is in september benoemd tot CEO en voorzitter van het bestuur van Robeco. Van Hassel volgt Leni Boeren op nadat ze haar taken heeft overgedragen. Inclusief het vertrek van Boeren zijn vier van de vijf bestuurders van Robeco in minder dan zes maanden vertrokken. Samen incasseerden zij € 6,9 miljoen aan ontslagvergoedingen in 2016. In oktober verkocht Rabobank de laatste aandelen in Robeco Groep aan ORIX voor een onbekend bedrag. Robeco verlaat de Robecotoren en verhuist naar het gebouw First Rotterdam aan het Weena tegenover het Centraal Station van Rotterdam.

2018 - De naam van de financiële holding Robeco Groep werd in ORIX Corporation Europe veranderd.

2019 - Het Pensioenfonds Vervoer stapt na acht jaar van integraal vermogensbeheer door Robeco, per eind 2019 over naar een andere vermogensbeheerder. PF Vervoer neemt € 25 miljard mee waardoor er voor Robeco nog € 6 miljard resteert. Robeco heeft hierop besloten het fiduciair beheer voor pensioenfondsen en verzekeraars te staken.

2022 - Roparco wordt eind oktober afgeschaft.

## Ontwikkeling belegd vermogen
Het belegd vermogen in alle Robeco fondsen heeft zich sinds de oprichting als volgt ontwikkeld, cijfers zijn Robeco Groep.
| Jaar          | Belegd vermogen |
| ------------- | --------------- |
| 24 maart 1934 | 0,5             |
| 1939          | 6,8             |
| 1949          | 20,9            |
| 1959          | 248,2           |
| 1969          | 2.030           |
| 1978          | 4.629           |
| 1 juli 1987   | 15.880          |
| 1999          | 85.400          |
| 2009          | 134.900         |
| 2016          | 281.400         |

Voor Robeco Groep, per jaarultimo 2015 was het vermogen onder beheer gegroeid naar € 268 miljard. Per 31 december 2012 was dit nog € 189 miljard en dit vermogen was als volgt verdeeld: aandelen 49%, obligaties 28%, hedgefondsen 5% en overigen 18%. De sterke daling van het beheerd vermogen in 2008 was het gevolg van de kredietcrisis die in dat jaar woedde.
In de onderstaande figuur een overzicht van de ontwikkeling van het belegd vermogen sinds 2006:
| Omschrijving                     | 2006  | 2007  | 2008  | 2009  | 2010  | 2011  | 2012  | 2013 | 2014 | 2015 | 2016 |
| -------------------------------- | ----- | ----- | ----- | ----- | ----- | ----- | ----- | ---- | ---- | ---- | ---- |
| Beheerd vermogen per 1 januari   | 131,6 | 141,7 | 145,8 | 110,7 | 134,9 | 149,6 | 150,3 | 189  | 205  | 246  | 268  |
| Beleggingsresultaat              | 5,0   | 3,0   | -29,1 | 19,2  | 19,6  | -4,5  | 20,8  | 14   | 35   | 19   | 24   |
| Overige veranderingen            | 5,1   | 1,1   | -6,0  | 5,0   | -4,9  | 5,2   | 17,8  | 2    | 6    | 3    | -11  |
| Beheerd vermogen per 31 december | 141,7 | 145,8 | 110,7 | 134,9 | 149,6 | 150,3 | 188,9 | 205  | 246  | 268  | 281  |

In mei 2016 is besloten om de activiteiten van de dochterondernemingen - waaronder Robeco - te scheiden van die van Robeco Groep. In de onderstaande figuur een overzicht van het beheerd vermogen van Robeco vanaf 2017:
| Jaar | Belegd vermogen |
| ---- | --------------- |
| 2017 | 150             |
| 2018 | 167             |

## Bedrijfsresultaten Robeco
Onderstaande informatie tot 2016 gaat over Robeco Groep.
Voor een vermogensbeheerder als Robeco zijn de belangrijkste bronnen van inkomsten de beheervergoeding en de performance fee. De beheervergoeding is een klein percentage van het vermogen dat Robeco voor de klanten beheert; de performance fee inkomsten zijn afhankelijk van de beleggingsresultaten die worden behaald.
De totale inkomsten in 2010 bereikten een hoogte van ruim € 900 miljoen. De beheersvergoeding steeg tot bijna € 800 miljoen dankzij een sterke stijging van het vermogen onder beheer. Na aftrek van distributiekosten en kosten voor adviezen van derden kwamen de bedrijfsinkomsten uit op € 764 miljoen. Na aftrek van alle kosten en belastingen resteerde een nettowinst van € 181 miljoen, na een verlies van ruim € 11 miljoen in 2009. In 2011 stonden bedrijfsinkomsten en resultaten onder neerwaartse druk. Vooral vanwege slechte beleggingsresultaten bij Transtrend daalden de performance fee inkomsten met zo'n € 80 miljoen naar € 14 miljoen. De winst kwam uit op € 134 miljoen. Over 2011 werd een dividend uitgekeerd van € 375 miljoen aan 100% aandeelhouder Rabobank. Het eigen vermogen van Robeco kwam daarmee uit op € 1365 miljoen per jaarultimo 2011. De forse winststijging in 2012 was vooral het gevolg van een hoger belegd vermogen en daarmee een stijging van de beheervergoeding. De bankactiviteiten deden het ook beter in vergelijking tot het voorgaande jaar. De kosten bleven nagenoeg constant hetgeen de stijging van het bedrijfsresultaat en de nettowinst verklaard. Er werd € 500 miljoen dividend uitgekeerd aan de Rabobank waardoor het eigen vermogen van Robeco daalde naar € 1123 miljoen per 31 december 2012.
In de onderstaande figuur een overzicht van de resultaten. Voor de periode 2006-2016 betreft dit de resultaten van de Robeco Groep. In mei 2016 is besloten om de activiteiten van de dochterondernemingen - waaronder Robeco - te scheiden van die van Robeco Groep. Voor de jaren 2017 en later zijn de resultaten alleen van Robeco:
| Omschrijving      | 2006  | 2007  | 2008  | 2009  | 2010  | 2011  | 2012 | 2013 | 2014 | 2015 | 2016 | 2017 | 2018 |
| ----------------- | ----- | ----- | ----- | ----- | ----- | ----- | ---- | ---- | ---- | ---- | ---- | ---- | ---- |
| Bedrijfsinkomsten | 657,5 | 819,6 | 888,9 | 512,2 | 763,6 | 680,3 | 751  | n.b. | n.b. | n.b. | n.b. | 567  | 583  |
| Bedrijfsresultaat | 221,0 | 276,6 | 270,2 | -15,8 | 281,3 | 198,3 | 295  | 165  | 330  | 360  | n.b. | 99   | 110  |
| Nettoresultaat    | 193,0 | 200,2 | 174,5 | -13,3 | 181,2 | 133,8 | 197  | 123  | 228  | 237  | 239  | 79   | 88   |

## Rabobank verkoopt Robeco
Op 27 april 2012 heeft Rabobank zijn aandelen in Robeco Groep in de verkoop gezet. Rabobank werkt aan een strategische heroriëntatie voor de jaren tot 2016. Hierbij worden alle dochterondernemingen, waaronder Robeco, van de bank tegen het licht gehouden. Een verkoopprijs van 1,5 tot 2 miljard euro wordt ingeschat voor Robeco Groep. Twee zakenbanken zijn al ingehuurd om de transactie te organiseren.
Op 18 september 2012 verviel de deadline voor partijen om hun concrete belangstelling voor Robeco Groep bekend te maken. Al eerder was duidelijk dat een zestal partijen zich bij eigenaar Rabobank had gemeld. Vooral private-equitypartijen hebben belangstelling getoond, zoals Resolution Group, CVC Capital Partners, Advent International, Permira, Macquarie Group en Affiliated Managers Group. Volgens bronnen heeft investeringsgroep CVC de krachten gebundeld met Advent International; Permira vormt een combinatie met vermogensbeheerder Affiliated Managers Group en ook het Japanse ORIX zou een gegadigde zijn.
Medio februari 2013 werd bekend dat Robeco Groep wordt overgenomen door het Japanse financiële concern ORIX Corporation. ORIX betaalt € 1,94 miljard voor een 90% belang in Robeco Groep aan de verkopende aandeelhouder Rabobank. Rabo houdt een belang van 9,9% in Robeco Groep. Verder wordt de bank ook een kleine aandeelhouder in ORIX met een belang van circa 2%. Ten slotte gaan Robeco Groeps bankactiviteiten niet over naar ORIX, maar gaan naar de Rabobank. Naar verwachting is er zo'n 4 tot 5 maanden nodig om toestemming te krijgen van de betreffende toezichthouders. ORIX is een financieel dienstverlener, opgericht in 1964 en beursgenoteerd. Het concern is actief in 27 landen en heeft bijna 19.000 medewerkers. ORIX heeft zelf nauwelijks beleggingsactiviteiten, maar wil via Robeco Groep - nu ORIX Corporation Europe - wereldwijd groeien in de beleggingssector.
Op 1 juli 2013 wordt de overname van Robeco Groep door ORIX gerealiseerd. Orix heeft voor een aandelenbelang van 90,01% in Robeco Groep € 1.937 miljoen aan Rabobank betaald. De verkoop heeft de Rabobank een boekwinst opgeleverd van ongeveer € 1,5 miljard. Roparco (de bankactiviteiten van Robeco) is per 21 juni 2013 overgegaan naar Rabobank. ORIX krijgt twee posities in de raad van commissarissen van Robeco Groep, Yoshihiko Miyauchi, de CEO van ORIX, en Makoto Inoue, de COO van het Japanse bedrijf treden toe. Zij vervangen de commissarissen Gilles Izeboud en Piet van Schijndel die uit de raad zijn getreden.

## Vlaggenschip
Het oudste beleggingsfonds van de vermogensbeheerder is het aandelenfonds met oorspronkelijk de naam Robeco N.V., en sinds 1 maart 2017 Robeco Global Stars Equities Fund N.V.. De eerste notering van dit vlaggenschip van de vermogensbeheerder dateert van 3 maart 1938. Het is sinds de oprichting gegroeid tot een van de grootste wereldwijd gespreide aandelenfondsen van Europa. Tot 1 juli 1986 maakte het beleggingsfonds zelfs onderdeel uit van de AEX-index. Eind 2018 was een bedrag van € 2,4 miljard in het fonds belegd. Het fonds heeft de MSCI World Index als referentie index.
Inmiddels is Robeco N.V. in grootte overvleugeld door het obligatiefonds met de naam Robeco High Yield Bonds, nu het grootste beleggingsfonds van Robeco. Met een eerste notering in 1988 is dit het oudste fonds dat vanuit continentaal Europa belegt in high-yield bonds (relatief risicovolle obligaties met een hoog rendement, ook wel bekend als junk bonds). Het is sindsdien uitgegroeid tot een van de grootste fondsen op dit gebied van Europa. Per ultimo 2018 was een bedrag van € 8 miljard in het fonds belegd. Het heeft de Barclays Pan European and US High Yield Index als benchmark.

## Prestaties beleggingsfondsen
Het resultaat van de beleggingsfondsen van Robeco was in de jaren 2004 en 2005 beter dan het marktgemiddelde, de benchmark. Over het jaar 2006 zijn mindere resultaten geboekt. Na aftrek van de kosten (gemiddeld 1,2%) bleven de aandelenfondsen gemiddeld 0,49% achter bij de benchmark en de obligatiefondsen deden het 0,09% slechter. Over 2008 hebben de grootste fondsen, Robeco, Rolinco en het Emerging Markets fund, het slechter gedaan dan de benchmark. Ook op een termijn van drie jaar presteerde het slechter dan het marktgemiddelde.
In 2016 presteerden 69% van de fondsen beter dan de benchmark gemeten over een periode van drie jaar. Het vergelijkbare cijfer voor 2015 was 74% en 67% na aftrek van kosten.
In 2017 79%, en in 2018 51% van de fondsen presteerden beter dan de benchmark gemeten over een periode van drie jaar.

## Roparco
De mogelijkheid om als onderdeel van een beleggingsrekening van Robeco onder de naam Roparco een geldtegoed aan te houden is eind oktober 2022 vervallen. Dividend en de opbrengst van een verkoop gaat nu rechtstreeks naar een externe bankrekening van de betrokkene (de tegenrekening), of worden direct herbelegd. Andere aankopen worden ook met die rekening betaald. De kosten van de beleggingsrekening worden betaald door periodieke verkoop van een klein deel van de portefeuille.

## Evi van Lanschot
Robeco en Van Lanschot Kempen kondigden in januari 2023 aan dat van Robeco's particuliere en MKB-klanten met een Robecorekening, deze rekening later dat jaar zou worden overgebracht naar Evi van Lanschot. De Robecofondsen bleven gewoon bestaan, alleen de beleggingsrekening werd in de loop van 2023 bij Evi ondergebracht.

## Trivia
- De bekende beleggingsgoeroe Jaap van Duijn is van 1983 tot 2005 verbonden geweest aan Robeco.
- In april 2007 kwamen vermogensbeheerders zoals Robeco en pensioenfondsen als het ABP onder vuur te liggen in de media vanwege haar beleggingsportefeuille, met name vanwege beleggingen in fabrikanten van landmijnen en clusterbommen. Het pensioenfonds ABP besloot haar belangen in fabrikanten van landmijnen op te geven,[44] maar Robeco, dat ook voor buitenlandse klanten vermogen beheert, kon hier niet aan tegemoetkomen.[45]
- Op 19 april 2011 werd bekend dat de nieuwe CFO van Robeco, Jurgen Stegmann, is begonnen zonder dat er toestemming is van de toezichthouders Autoriteit Financiële Markten (AFM) en De Nederlandsche Bank (DNB).[46] De heer Stegmann was werkzaam bij NIBC in Den Haag en begon op 15 maart 2011 bij Robeco.[47] Robeco meldde in het persbericht dat de benoeming onder voorbehoud is van goedkeuring door de toezichthouders. Begin juni 2011 is de goedkeurende verklaring van de toezichthouders ontvangen.
- Direct na de overname door ORIX Corporation werd bekend dat 53 bestuurders en hoge functionarissen van Robeco € 33 miljoen mogen verdelen.[48] DNB liet weten dat de transactiebonus tegen de regels is, maar ging toch akkoord. De Rabobank wist de DNB te overtuigen van de “noodzaak om medewerkers die cruciaal zijn voor de continuïteit van de bedrijfsvoering en de succesvolle verkoop van de bedrijven te behouden”.[49]
- De Duitse vastgoedbelegger Kanam Grundinvest is eigenaar van het voormalige Robecogebouw.[50] Robeco huurt het gebouw. Het fonds zit sinds najaar 2008 op slot wegens gebrek aan liquiditeiten om beleggers die willen uitstappen hun geld terug te geven. Kanam wil al haar bezittingen verkopen en wordt volgens de huidige plannen per 31 december 2016 geliquideerd.[51]
- In september 2015 kondigde Roderick Munsters, na zes jaar als bestuursvoorzitter van Robeco Groep, zijn vertrek aan. Hij vertrekt zodra de overdracht aan zijn opvolger is afgerond.[52] Vanaf 1 november 2015 wordt hij opgevolgd door David Steyn.[53] Hij heeft 35 jaar ervaring in vermogensbeheer en zijn laatste functie was bij Aberdeen Asset Management. Nog geen zes maanden later verliet Steyn alweer Robeco Groep.[26]